# Pseudocercospora fuligena
Pseudocercospora fuligena är en svampart som först beskrevs av Roldan, och fick sitt nu gällande namn av Deighton 1976. Pseudocercospora fuligena ingår i släktet Pseudocercospora och familjen Mycosphaerellaceae.   Inga underarter finns listade i Catalogue of Life.